# Balbinus római császár
Imperator Caesar Decimus Caelius Calvinus Balbinus Augustus, általánosan elterjedt néven Balbinus császár, született Decimus Caelius Calvinus Balbinus (165-170 körül – Róma, 238. július 29.) Pupienus társcsászára a Római Birodalom élén, 238. április–július között. Születésének időpontját nem tudták pontosan meghatározni, 165–170 közötti időszakban jelölik meg. A patricius származású Caelius Calvinus természetes vagy adoptált fia.

## Előélete
Patricius származásának köszönhetően a Saliu-papság tagja volt. 203-ban először, majd másodszor 213-ban konzullá választották. Öt provinciában viselt különböző tisztségeket és egyes források szerint (például a Historia Augusta) Asia és Africa provinciákban helytartó volt.  

## Hatalomra kerülése
Amikor a szenátus Maximinus Thrax ellen támogatta I. és II. Gordianus felkelését, és a szenátorok elismerték hatalmukat, Itália védelmének felügyeletére egy húsz főből álló bizottságot állítottak fel maguk közül. A Gordianusok halálhírére a bizottság két tagját kijelölték, hogy a következő Augustus-pár legyenek. A kijelölt Balbinus mellett, Pupienus volt. A megbízás teljes egyenrangúságot jelentett a korábbi idők gyakorlatához képest, még a főpapi méltóságot is egyenrangú társként töltötték be.

## Közös uralma
Császártársával való közös uralma szorosan kapcsolódott a szenátushoz, amit az is jelez, hogy megtartották az Itália védelmének felügyeletére létrehozott húszas bizottságot. Az akkori pénzkibocsátáson a szenátus atyjaiként köszöntötték az új császárokat.
Pupienus népszerűtlensége miatt a kiválasztásukat Rómában nyugtalansággal fogadták, ezért hangsúlyozták a korábban elismert Gordianusokkal való politikai jogfolytonosságot. Ennek jegyében először bejelentették istenné avatásukat, majd Marcus Antonius Gordianust (a későbbi III. Gordianus), aki I. Gordianus unokája és II. Gordianus unokaöccse volt, Caesar rangra emelték. Ezzel az intézkedéssel a Gordianusok családi vagyona felett is rendelkeztek és népszerűségük érdekében készpénzt osztottak a római lakosságnak.
Maximinus Itáliába való betörésének megakadályozására, míg Balbinus Rómában maradt, társcsászára északra vonult, hadsereget gyűjteni. A húszas bizottság két volt konzulja Crispinus és Menophilus vezetésével Aquileiánál legyőzték Maximinust, akit fiával együtt a saját katonái meggyilkoltak. Az ostromlott város Aquileia lakossága a városfalakra Balbinus, Pupienus és III. Gordianus képeit függesztve behódolt az ostromlóknak, a katonák a város külső területein maradtak, megkímélve a várost. A Rómába győzedelmesen visszatérő társcsászárt Balbinus és III. Gordianus várta, mert a városban nehézségek támadtak.

## Lázadás
Gallicanus és Maecenas szenátorok, a húszas bizottság tagjai, a szenátus épületébe tartó egy kisebb testőrcsoportot elfogattak és megölettek. Ez feldühítette a testőrgárdát, akik különben is nehezen viselték el, hogy a szenátus jelölje ki vezetőjüket. Harcok törtek ki a testőrség és a Gallicanus által a szenátus védelmére mozgósított, gladiátorokból álló csapat között. A Rómában tartózkodó Balbinus kiáltványban nyugalomra szólította fel a népet és a testőrségnek kegyelmet ígért. A kiáltványt az összecsapó felek figyelmen kívül hagyták és a katonák hatalmas károkat okoztak gyújtogatásaikkal. Balbinus presztízsvesztesége ellenére a Rómába visszatérő társcsászárral igyekezett az egység látszatát és megerősítését sugalmazni, ami a kibocsátott pénzérméken is követhető. Az együttes kormányzás gyakorlatában azonban a társcsászárok kapcsolata romlott.

## Bukásuk
Az egység megteremtését a külső ellenség elleni közös fellépéssel kívánták elérni, melyre terveket készítettek. Balbinus a Duna alsó szakaszán átkelt gótok ellen akart vonulni, míg császártársa a perzsák elleni támadást tervezett. A praetoriánusok nem fogadták el a döntést, tartva attól, hogy Pupienus germán testőrsége kiszorítja őket. A Capitoliumi Játékok befejezése után a praetoriánusok rohammal akarták bevenni a császári palotát és azt, hogy Balbinus nem engedte meg a germán testőrök összehívását kiélezte ellentétét Pupienussal. Vitájuk közben a praetorianusok berontottak a császári palotába, megkínozva keresztülvonszolták a társcsászárokat az utcákon a táborukba. Amikor foglyulejtőik arról értesültek, hogy a germán testőrség megindult kiszabadításukra, kivégezték mindkettőjüket, holttestüket az utcán hagyva.